# Oliver Mlakar
Oliver Mlakar (* 1. Juli 1935 in Ptuj) ist ein kroatischer Fernsehmoderator.
Während seines Französisch- und Italienisch-Studiums an der Universität Zagreb kam er zu Radio Zagreb. Ab 1965 erhielt er eine Festanstellung bei Television Zagreb und moderierte mit Poziv na Kviz die erste jugoslawische Quizsendung. In den 1970er Jahren moderierte er beim Spiel ohne Grenzen sowie fünfmal den Jugovizija, den jugoslawischen Vorentscheid zum Eurovision Song Contest. Ab 1984 moderierte er für elf Jahre die bekannte Quizsendung Kviskoteka. Zusammen mit Helga Vlahović moderierte er den Eurovision Song Contest 1990 in Zagreb. Von 1993 bis 2002 moderierte er die Sendung Kolo sreće (Glücksrad).